# Kaskis
Kaskis (arab. كصكيص) – wieś w Syrii, w muhafazie Aleppo. W 2004 roku liczyła 954 mieszkańców.